# پولینگ (ویلهایم-شونگاو)
پولینگ (ویلهایم-شونگاو) (به آلمانی: Polling, Weilheim-Schongau) یک شهر در آلمان است که در بایرن واقع شده‌است.

## خصوصیات
پولینگ ۲۹٫۲۲ کیلومترمربع مساحت دارد ۵۶۷ متر بالاتر از سطح دریا واقع شده‌است.